# 내 청춘에 한은 없다
"내 청춘에 한은 없다"는 1961년 공개된 대한민국의 영화이다.

## 배역
- 문정숙 : 쥬리 역
- 최무룡 : 강명철 역
- 장동휘 : 태환 역
- 서애자
- 박성대